# Indre
Indre (36) es un departamento de Francia ubicado en la región Centro-Valle de Loira. Su nombre se debe al río Indre, que atraviesa este departamento. Su gentilicio en francés es Indriens.

## Historia
Indre es uno de los ochenta y tres primeros departamentos en que quedó constituida Francia el 4 de marzo de 1790, en aplicación de la ley del 22 de diciembre de 1789. Sus fronteras están formadas a partir de una zona de la provincia histórica de Berry.

## Geografía
El departamento de Indre tiene un área de 6791 km², que en términos de extensión es equivalente a la mitad de Montenegro. Forma parte de la región Centro de Francia y está bordeado por los departamentos de Loir y Cher al norte, Indre y Loira al noroeste, Cher al noreste, Vienne y Alto Vienne al suroeste, y Creuse al sureste.

### Hidrografía
Sus principales ríos son el Indre, Creuse y el Arnon.

## Demografía
| 1801    | 1831    | 1841    | 1851    | 1856    | 1861    | 1866    |
| ------- | ------- | ------- | ------- | ------- | ------- | ------- |
| 205.628 | 245.289 | 253.076 | 271.938 | 273.479 | 270.054 | 277.860 |
| 1872    | 1876    | 1881    | 1886    | 1891    | 1896    | 1901    |
| 277.693 | 281.248 | 287.705 | 296.147 | 292.868 | 289.206 | 288.788 |
| 1906    | 1911    | 1921    | 1926    | 1931    | 1936    | 1946    |
| 290.216 | 287.673 | 260.535 | 255.095 | 247.912 | 245.622 | 252.075 |
| 1954    | 1962    | 1968    | 1975    | 1982    | 1990    | 1999    |
| 247.436 | 251.432 | 247.178 | 248.523 | 243.191 | 237.510 | 231.139 |

Las principales ciudades del departamento son(datos del censo de 1999):
- Châteauroux: 49.632 habitantes, 66.082 en su aglomeración.
- Issoudun: 13.685 habitantes, la aglomeración se compone de una única comuna..

## Otras referencias
- Historia, demografía y otros datos de interés de Indre.